# Alkanna
Alkanna is de botanische naam van een geslacht uit ruwbladigenfamilie (Boraginaceae). Dit geslacht komt voor in Zuid-Europa en van Noord-Afrika tot in Iran. Het geslacht telt circa dertig soorten, zowel eenjarige planten als groenblijvende, vaste planten. De stengels hebben onverdeelde en behaarde bladeren. De bloemen zijn meestal blauw, maar soms ook wit of geel.
Uit de wortel van de Alkanna tinctoria wordt de rode kleurstof alkannine, of alkannarood gewonnen. Deze plant, met paarsblauwe buisbloemen, wordt gebruikt als kleurstof.
... · 
Alkanna · 
Amsinckia · 
Anchusa (Ossentong) · 
Asperugo · 
Borago · 
Brunnera · 
Cordia · 
Cynoglossum (Hondstong) · 
Echium · 
Heliotropium (Heliotroop) · 
Lappula · 
Lithospermum (Parelzaad) · 
Myosotidium · 
Myosotis (Vergeet-mij-nietje) · 
Nonea · 
Omphalodes · 
Pentaglottis · 
Phacelia · 
Pulmonaria (Longkruid) · 
Symphytum (Smeerwortel) · 
...